# 丹人
丹麥日耳曼人（Dane，Dani）是歷史上居住在斯堪的那維亞南部的北日耳曼部落，居住範圍大概是今天的丹麥本部和瑞典南部斯堪尼地區，同一時期北歐處於鐵器時代和維京時代。丹人後來建立了丹麥王國，關於“丹麥”（Danmark）一詞的意思，據信是指古低地德語的“丹麥日耳曼人的領地”，這來源自丹人位於艾德河和施萊河之間的南部邊界區域，又稱為丹內維爾克。

## 來源
丹麥日耳曼人的來歷尚未確定，但有幾本古老的歷史文獻和文字提到了丹麥日耳曼人，考古學已經揭示並繼續揭示他們的文化，信仰，組織和生活方式。
丹麥日耳曼人最早出現在6世紀的書面歷史中，在約達尼斯的《哥特史》（公元551年）、普羅科匹厄斯和都爾的額我略的引用中得到了體現。他們說古諾斯語，一種與挪威和瑞典以及後來的冰島人民共享的語言。約達尼斯在對斯堪德扎的描述中說，丹麥日耳曼人與Suetidi（“瑞典日耳曼人”）互相合作，驅逐了赫魯利人並佔領了他們的土地。
在古英語詩《威茲瑟斯》和《貝奧武夫》，以及後來斯堪的那維亞作家（特別是薩克索·格拉瑪提庫斯（約1200年））的著作中，提供了有關丹麥日耳曼人的一些原始書面參考。根據十二世紀作家斯汶·奧吉森，神話中的國王丹（Dan）使丹麥日耳曼人（Danes）得名。

## 文化

### 語言
丹麥日耳曼人講的是原始諾斯語，到維京時代結束時逐漸演變成古諾斯語。像斯堪的納維亞半島的前代和當代人一樣，丹麥日耳曼人使用盧恩字母來書寫，但顯然寫得並不多，因為除了偶爾的盧恩石和在木頭以及武器、器皿和珠寶等各種物品上的雕刻外，他們沒有留下任何文學遺產。

### 宗教
類似斯堪的納維亞半島的前代和當代人，丹麥日耳曼人部落信奉北歐宗教。大約在公元500年，北歐眾神之中的許多神都失去了先前的意義，但索爾、奧丁和弗雷等少數神越來越受到崇拜。在維京時代晚期的10世紀，丹麥日耳曼人正式改信基督教，這由幾塊盧恩石、文件和教堂建築所證明。新的基督教影響力也體現在維京時代晚期的藝術、珠寶和墓葬習俗中，但過渡並不迅速和明確，而且北歐宗教的古老習俗仍待不同程度地實踐。
一些來源例如《貝奧武夫》，指出丹麥很早就出現了阿里烏教派，但是這些來源是否反映了後來的調整還是鐵器時代丹麥日耳曼人中實際的早期日耳曼基督教，多年來一直是激烈的學術辯論問題。然而，早在500年代，丹麥境內和附近就有不少考古文物，它們在獅子中描繪了但以理，因此丹麥日耳曼人一定對阿里烏文化具有一定的了解和受其影響。

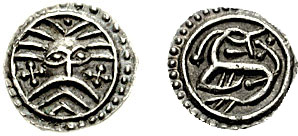
裡伯的銀幣（英语：Sceat）（約710年-720年）。奧丁和基督教十字符號（左）以及北歐異教的神獸（右）。
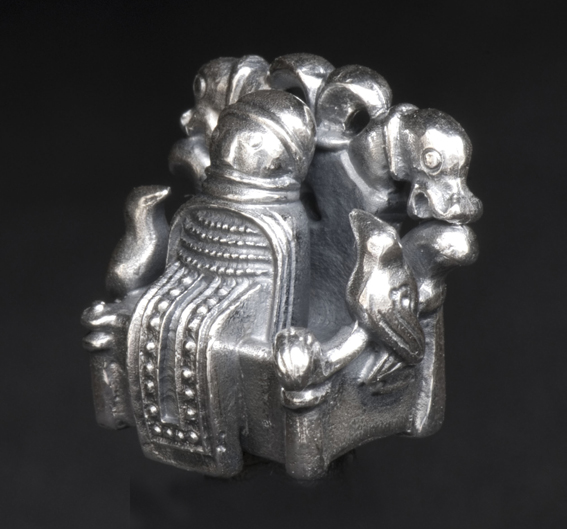
Odin of Lejre。一件奧丁銀雕像（約900年）。
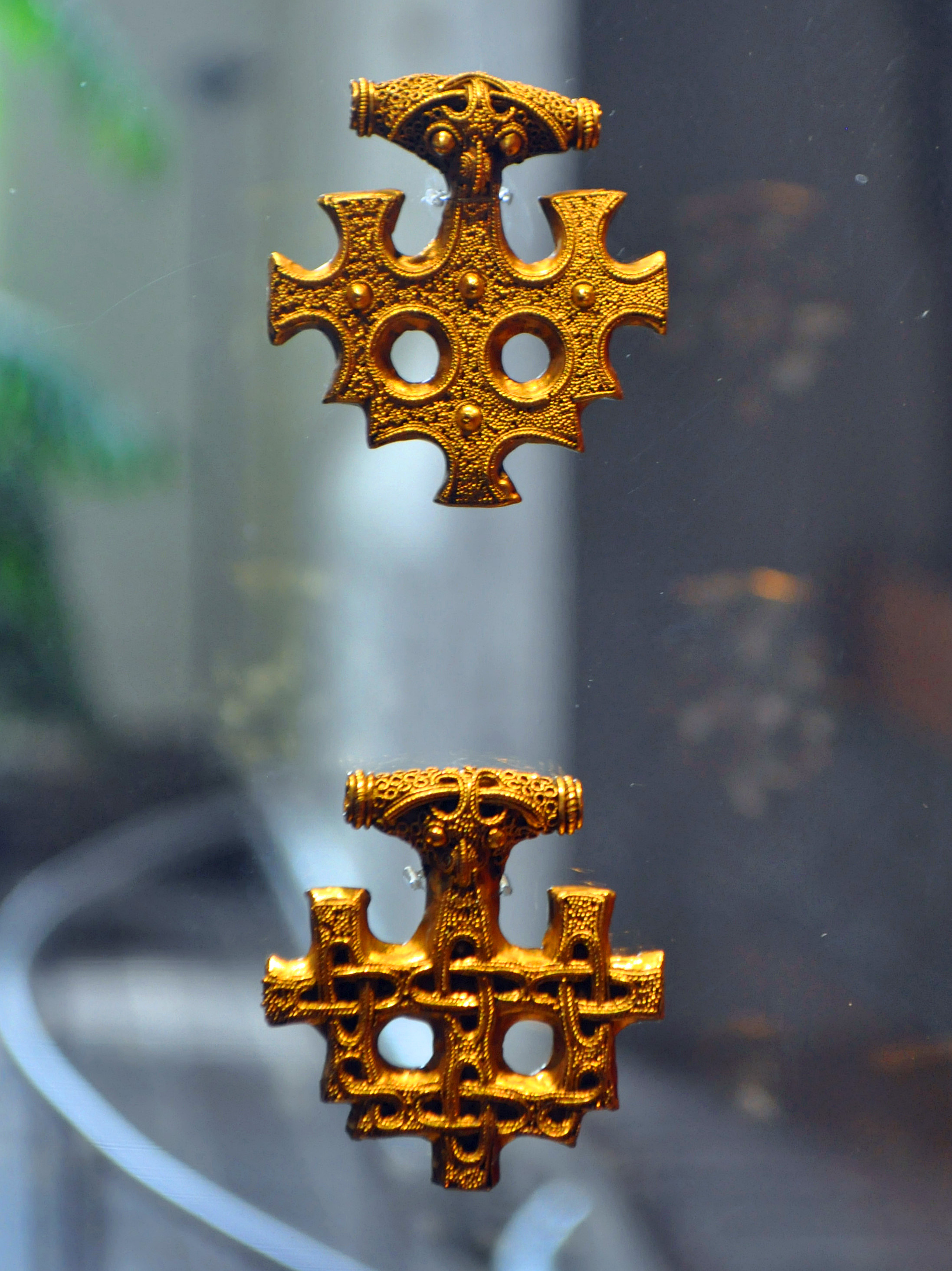
希登塞寶藏（英语：Hiddensee treasure）。混合了雷神之鎚和基督教十字架的黃金珠寶（10世紀）。

## 鐵器時代
在北歐鐵器時代，丹麥日耳曼人定居於當今的丹麥，包括斯堪尼亞在內的當今瑞典的南部，以及現在的德國北部石勒蘇益格。他們在石勒蘇益格興建了丹內維爾克大型防禦工事，以標示其領土的南部邊界。在鐵器時代之後的幾個世紀裡，它也被擴展了好幾次。直到六世紀左右，日德蘭半島仍然被描述為日耳曼部落朱特人的家園。
《威茲瑟斯》提及過一些統治鐵器時代丹麥日耳曼人的半傳說君主。統治著西蘭丹麥日耳曼人的西加爾以及同時統治丹麥日耳曼人和盎格魯人的奧法。幾個世紀後，薩克索首次列出了從國王丹開始的丹麥日耳曼人半神話國王的全部世系。由於薩克索的文字是丹麥歷史，也是丹麥日耳曼人歷史的第一個書面記錄，因此他的資料主要來自尚存的傳說，民間傳說和口耳相傳。
丹麥日耳曼人的王室所在地和首都位於萊爾附近的西蘭島上，構成了後來由斯塞爾丁王朝統治的萊爾王國。

## 維京時代

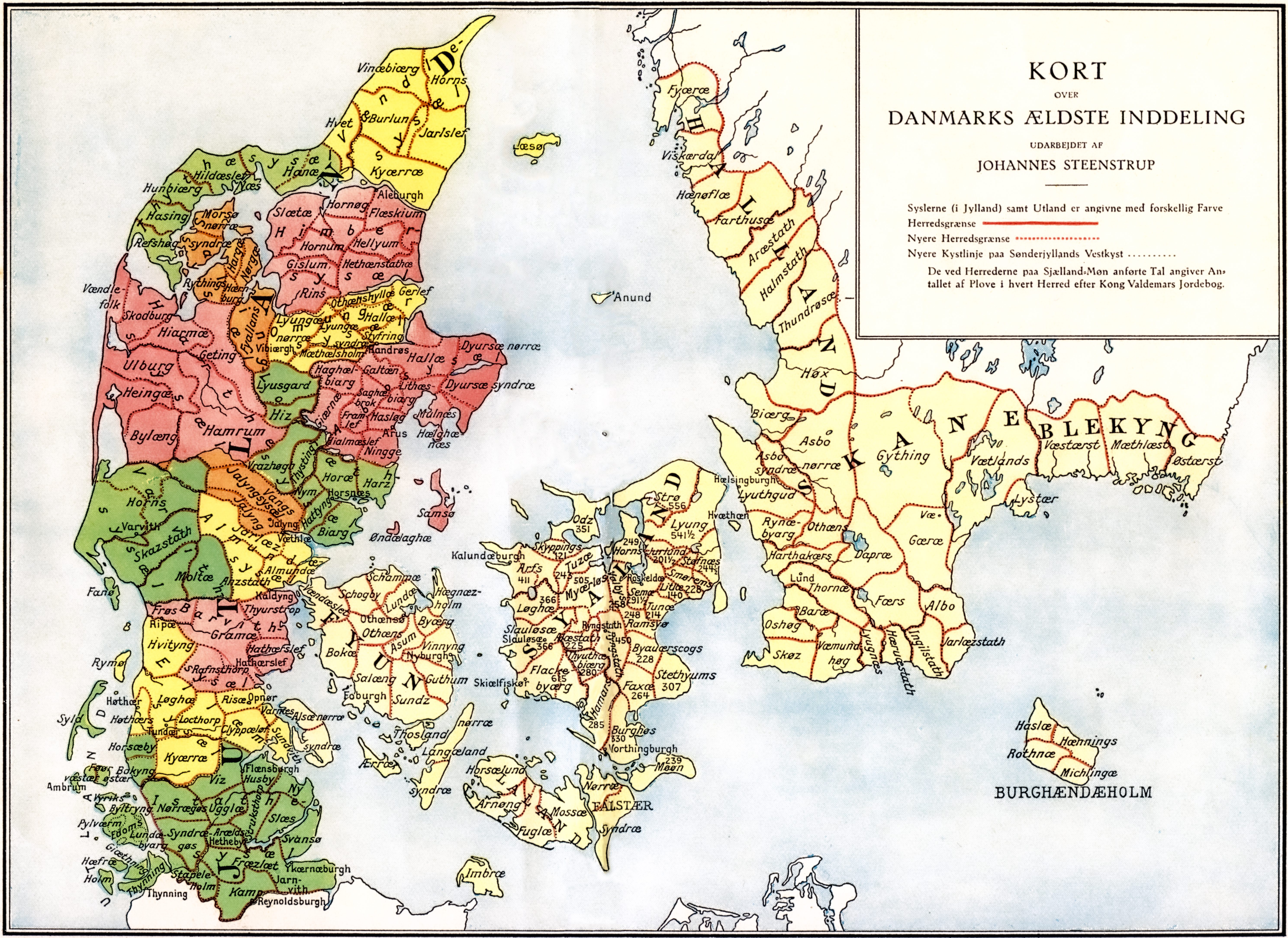
維京時代之前的丹麥疆域。何時不知道，但丹麥日耳曼人部落將領域劃分為“百區（herreder）”（用紅線標記）。

從8世紀開始，丹麥日耳曼人開始在其範圍內建設貿易城鎮，包括赫德比、里伯、奧胡斯和維堡，並擴大了諸如欧登塞和奧爾堡的現有定居點。赫德比迅速發展為斯堪的納維亞最大的定居點，並一直保持到11世紀下半葉最終被摧毀。
從公元800年左右開始，丹麥日耳曼人就開始了對歐洲展開一系列掠奪行動的時代。在一些突襲之後，丹麥殖民者逐漸接班，在此時期，斯堪的納維亞半島以外的大片地區被丹麥日耳曼人殖民，包括英格蘭的丹麥區和農村以及愛爾蘭、荷蘭和法國北部的新城鎮。在十一世紀早期，克努特大帝（卒於1035年）統治了龐大的北海帝國近20年，包括丹麥、英格蘭、挪威、瑞典南部和德國北部的部分地區。
在10世紀，丹麥日耳曼人的王室所在地從萊爾移至日德蘭半島中部的耶靈，標誌著丹麥王國的建立和鞏固。

### 丹麥區
在不列顛群島，丹麥日耳曼人於公元786年駛了三艘維京船到多塞特郡波特蘭島，在那裡他們遇見並殺死了一個當地的里夫及其士兵。公元793年，維京人襲擊並劫掠了林迪斯法恩的修道院，但截至公元835年，他們並未在英格蘭有進一步行動。到了該年，丹麥日耳曼人入侵並在英格蘭東南部的謝佩島上建立了永久營地，並由865年開始拓殖，在白衫哈夫丹和无骨人伊瓦尔帶領下開始入侵东盎格利亚，隨後往北方進軍，在867年佔領諾森布里亞王國和約克。丹麥區（Danelaw）——一種特殊的法律——很快在這些定居區建立，並在此塑造了當地文化數百年。其影響一直持續到今日。

### 愛爾蘭
丹麥日耳曼人於公元795年首次到達愛爾蘭，在拉斯林島上，其後發動了襲擊並強化其貿易定居點，即所謂的longphorts。在維京時代，他們建立了許多沿海城鎮，包括都柏林（Dyflin）、科克、沃特福德（Veðrafjǫrðr）和利默里克（Hlymrekr），隨後出現丹麥日耳曼人的移民。在接下來的兩個世紀中，他們與愛爾蘭本土部落發生了許多小衝突和大戰爭，而丹麥日耳曼人有時會與結盟部落站在一起。在公元1014年克朗塔夫戰役中，維京人最終被擊敗，而留下來的丹麥日耳曼人定居者逐步被當地愛爾蘭人同化並改信基督教。

### 弗里西亞
維京人在800年首次於今日屬於荷蘭和德國的弗里西亞出現，當時丹麥日耳曼人襲擊了沿海定居點，後來貿易小鎮多雷斯塔德成為經常遭到襲擊的目標。在此期間，弗里西亞是由法蘭克人統治，在9世紀中葉，丹麥羅里克（Roric）首領獲封了荷蘭西部的領地並在此建立政權。
丹麥日耳曼人可能更早就已經涉入弗里西亞，因為都爾的額我略（公元538年-594年）提到丹麥國王克洛奇萊丘斯（Chlochilaichus）在6世紀初入侵法蘭克領土時被殺，並死在這裡。

### 法國

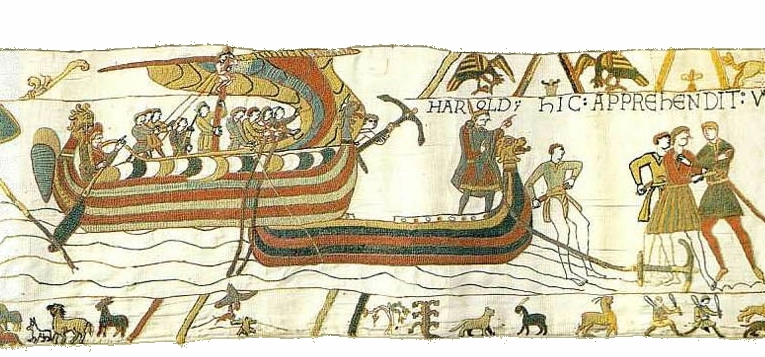
諾曼底岸邊的維京船。貝葉掛毯的情景。

第一次已知的維京人襲擊今日法國的地區始於799年，當時是在阿基坦海岸開戰。很多由主要來自丹麥境內的侵略性維京人所發動的小規模衝突被記錄下來，包括820年發生於塞納河的第一次襲擊，但是直到834年維京人在法國的活動才開始大規模開展。在那年，丹麥日耳曼人在當時歐洲鹽業的中心努瓦爾穆捷島建立了一個持續性要塞，並且在更大的突擊探險中湧入了盧瓦爾河谷。接著在幾十年發生了多次大規模突襲，遍布西歐的沿海和內陸河流。
在900年代初，維京人在魯昂附近的塞納河下游建立了一個營地和基地。為了停止或減少這些無間斷的襲擊，查理三世與維京首領羅洛於911年簽訂埃普特河畔聖克萊爾條約，授予羅洛和他的丹麥民眾在我們現在稱為諾曼底地區的權力。這促使斯堪的納維亞定居者在這裡定居，並在接下來的幾個世紀中，使諾曼底文化出現在諾曼底。

## 歷史文獻
講述丹麥日耳曼人部落的重要歷史文獻包括：
- 《威茲瑟斯（英语：Widsith）》

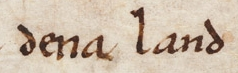
《貝奧武夫》："dena land"，「丹麥日耳曼人之地」。來自大約1000年的複本。

- 《貝奧武夫》。這首詩描述了公元500年左右發生於萊爾的一場事件，可能是在那之後不久寫的。
- 薩克索·格拉瑪提庫斯：《丹麥人的事跡》，寫於12世紀。

## 備註和參考文獻
備註
1. ↑  這些來到多塞特郡的維京人可能其實是來自挪威，而實際發生時間並不清楚，在786年-793年之間發生。參見"The Vikings in History"。
2. ↑  這批維京人來自挪威。[來源請求]
3. ↑  羅洛本人極有可能來自挪威，而諾曼底的新定居者不是只有丹麥日耳曼人。參見"A History of the Vikings"。

參考文獻
1. ↑  Anderson, Carl Edlund.  (PDF): 1.   [4 November 2013]. Icelandic writers (who provide the bulk of our surviving documentation)commonly employed the term dǫnsk tunga (literally 'Danish tongue') to identify the language not just of those who were ruled by the Dana konungr, but of all Germanic-speaking Scandinavians.
2. 1 2  Described in "Hvad troede de på?"
3. ↑  在德國北部，北海帝國的領土包括了今天的石勒蘇益格-荷爾斯泰因和吕根岛。
4. ↑  F. Donald Logan: The Vikings in History （页面存档备份，存于）, p.22-24, Taylor & Francis (2005).
5. ↑  Flores Historiarum: Rogeri de Wendover, Chronica sive flores historiarum, pp. 298–9. ed. H. Coxe, Rolls Series, 84 (4 vols, 1841–42)
6. ↑  . DoCharra.com.   [10 February 2016]. （原始内容存档于2020-11-22）.
7. ↑  參見"Viking Trade and Settlement in Continental Western Europ" - Frisia in Carolingian Times (Egge Knol), p. 43ff
8. ↑  Peter Hunter Blair.  2nd. Cambridge University Press. 1990: 28ff.
9. ↑  F. Donald Logan. . . Routledge. 2005: 97–120.
10. ↑  T. D. Kendrick. . Dover Publications. 2004: 221.
11. ↑  參見"Viking Trade and Settlement in Continental Western Europe"。

## 資料來源和延伸閱讀
- Niels Hybel (编). . Museum Tusculanum Press, University of Copenhagen. 2003 （丹麦语）.
- Mads Lidegaard (2004): "Hvad troede de på? – religiøse tanker i oldtid og vikingetid" [What did they believe in? – religious thoughts in ancient times and the Viking Age], Gyldendal, ISBN 87-02-02703-8 （丹麥語）
Mads Lidegaard（页面存档备份，存于） (1915–2006) was a prolific writer, teacher and theologian from Denmark.
- Iben Skibsted Klæsøe (编). . Museum Tusculanum Press, University of Copenhagen. 2010.